# Zaqueu de Jerusalem
|  | Per a altres significats, vegeu «Zaqueu». |

Zaqueu de Jerusalem (Palestina, segle i - 116) va ser un bisbe de Jerusalem. És venerat com a sant per algunes esglésies cristianes. Se'l celebra el dia 23 d'agost.

## Biografia
Va ser el quart bisbe de Jerusalem, succeint Just I de Jerusalem en 111. Mort l'any 116, el va succeir Tobies.